# Campionati europei di tuffi 2015 - Trampolino 3 metri sincro maschile
La gara dei tuffi dal trampolino 3 metri sincro maschile dei campionati europei di tuffi 2015 si è svolta presso la  Piscina Nettuno di Rostock in Germania e vi hanno preso parte 9 coppie atleti, provenienti da altrettante nazioni.

## Medaglie
| Posizione | Atleti                              | Paese    |
| --------- | ----------------------------------- | -------- |
| Oro       | Ilya Zakharov Evgeny Kuznetsov      | Russia   |
| Argento   | Illya Kvasha Oleksandr Gorshkovozov | Ucraina  |
| Bronzo    | Patrick Hausding Stephan Feck       | Germania |

## Risultati
| Class   | Tuffatori                           | Nazionalità   | Qualificazione | Qualificazione | Finale | Finale |
| Class   | Tuffatori                           | Nazionalità   | Punti          | Class          | Punti  | Class  |
| ------- | ----------------------------------- | ------------- | -------------- | -------------- | ------ | ------ |
| Oro     | Ilya Zakharov Evgeny Kuznetsov      | Russia        | 422,94         | 1              | 462,96 | 1      |
| Argento | Illya Kvasha Oleksandr Gorshkovozov | Ucraina       | 418,50         | 2              | 430,89 | 2      |
| Bronzo  | Patrick Hausding Stephan Feck       | Germania      | 413,28         | 3              | 419,73 | 3      |
| 4       | Andrzej Rzeszutek Kacper Lesiak     | Polonia       | 379,41         | 4              | 375,87 | 4      |
| 5       | Michele Benedetti Tommaso Rinaldi   | Italia        | 337,59         | 8              | 373,38 | 5      |
| 6       | Jack Haslam Freddie Woodward        | Gran Bretagna | 365,28         | 5              | 372,39 | 6      |
| 7       | Yauheni Karaliou Andrei Pavluk      | Bielorussia   | 364,98         | 6              | 370,38 | 7      |
| 8       | Nicolás García Héctor García        | Spagna        | 354,45         | 7              | 357,18 | 8      |
| 9       | Jouni Kallunki Otto Lehtonen        | Finlandia     | 324,54         | 9              | 352,26 | 9      |